# Ar-Zimrathôn
Ar-Zimrathôn es un personaje ficticio que pertenece al legendarium creado por el escritor británico J. R. R. Tolkien y que aparece en su novela póstuma El Silmarillion. Fue un dúnadan, vigésimo primer gobernante del reino de Númenor y nacido en el 2798 de la Segunda Edad del Sol. Al igual que sus padres se opuso a los Valar, de tal manera que tomó su nombre oficial en la lengua adûnaica en lugar de utilizar la tradicional forma quenya, Tar-Hostamir.
Murió en el año 3033 S. E. y fue sucedido por su hijo, Ar-Sakalthôr.